# Svenska Sankt Barthélemy

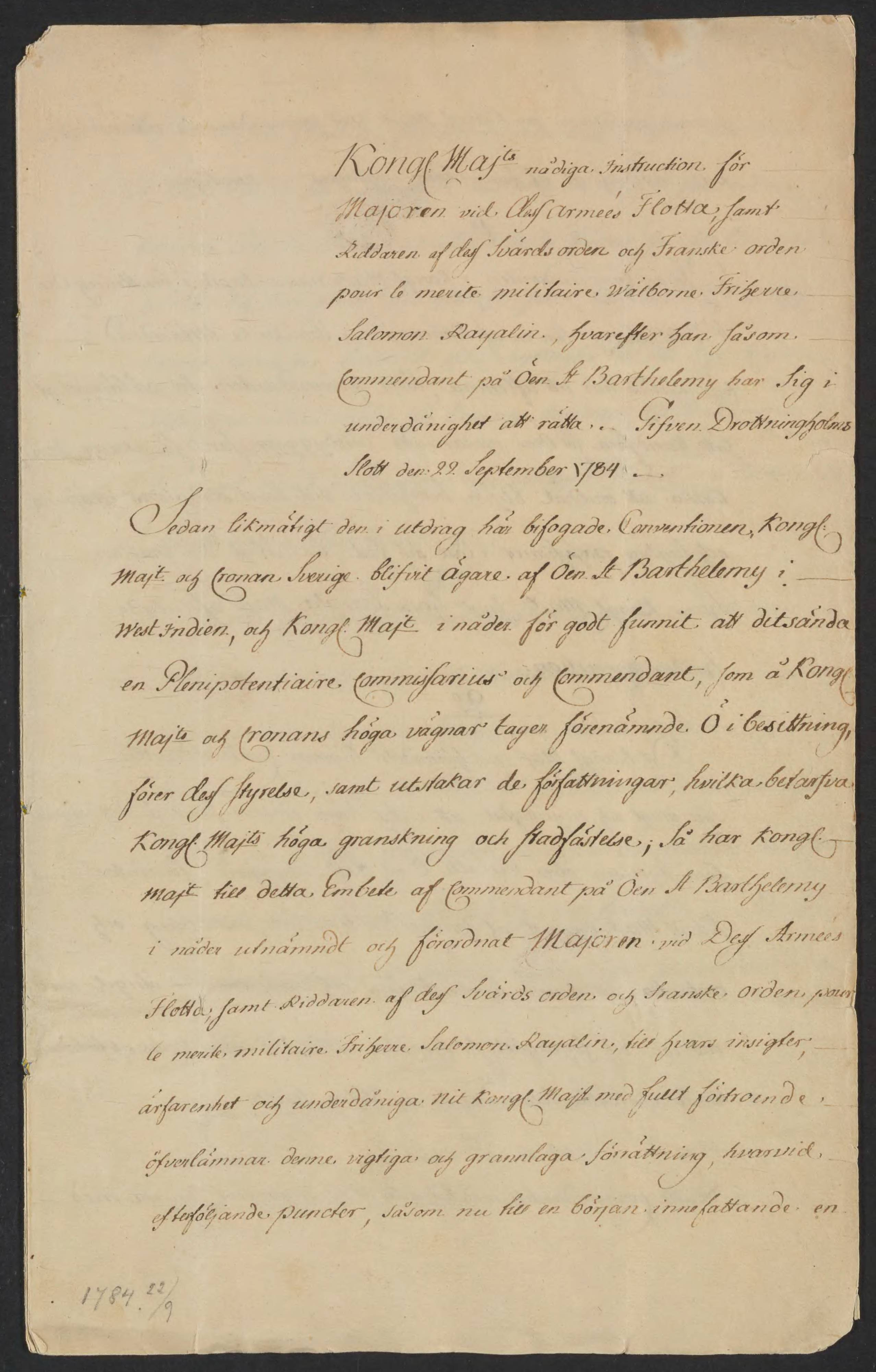
Instruktion för Salomon Maurits von Rajalin, Sankt Barthélemys första svenska kommendant. Utfärdat på Drottningholms slott den 22 september år 1784.

Svenska Sankt-Barthélemy var en svensk koloni som bildades 1784 på ön Saint-Barthélemy. Kolonin låg bland de Små Antillerna i Västindien. S:t Barthélemy erhölls från Frankrike 1784 efter att Gustav III förhandlat till sig denna mot att Frankrike erhöll handelsrättigheter i Göteborg. Kungen ansåg att ön skulle gynna den svenska ekonomin genom nya handelsinkomster. Området var i svensk ägo under 94 år mellan 1784 och 1878.

## Geografi
Kolonin låg i den norra delen av Läöarna bland de Små Antillerna och omfattade huvudön Saint-Barthélemy samt de kringliggande obebodda småöarna Ile Fourchue, Roche Le Boeuf, île Pelé, île de Boulanger, île Petit Jean, île Chevreau La Frégatte, Toc Vers, Les Grenadins, och La Tortue norr om ön samt La Pain de Sucre, La Balaine, Les Islettas, Les Petit Saintes, Ile de Coco och Fourmis söder om ön.

## Historia

### Bakgrund
Sveriges köp av S:t Barthélemy bottnade i den tidigare koloniala verksamheten. De neutrala frihamnarna i Västindien genererade dessutom stora ekonomiska vinster under det nordamerikanska frihetskriget. Gustav III inledde förhandlingar med Frankrike under sitt besök i Paris 1784 där man överenskom om franska handelsrättigheter i Göteborg mot ett svenskt övertagande av ön.
Ön hade få färskvattenkällor och producerade måttliga mängder jordbruksvaror (bomull, socker, kakao, tobak och frukter). Det fanns en skyddad naturhamn på öns västra del och man förväntade sig stora förtjänster genom handel.
Från början planerades även att komma in på den inkomstbringande slavhandeln och en expedition förbereddes, planerna avbröts dock i och med kriget mot Ryssland 1788.
Den 1 juli 1784 övergick området till svensk ägo. Först den 23 augusti samma år informerade kungen Riksrådet om köpet av ön. I september utsågs tjänstemännen och Salomon von Rajalin utnämndes till kolonins förste förvaltare.
Förvärvet innebar en utvidgning av Sveriges rike med ungefär 20 kvadratkilometer, ett område av Lidingös storlek. Den franska regeringen hade vid öns överlämnande klart för sig att inkomsterna av öns produktion aldrig kunde bli tillräckliga att bestrida kostnaderna för kolonins underhåll. Detta visste också Gustav III och Liljencrantz från början. De satte sitt hopp till dess möjligheter som frihamn.
Redan den 30 januari 1785 anlände köpmännen Jacob Röhl och Adolf Fredrik Hansen till ön med fartyget "Enigheten" för att upprätta ett handelshus.

### Kolonins grundande
Den 4 december 1784 avseglade fregatten Sprengtporten under kapten Johan Puke från Göteborg. Bland besättningen fanns den blivande guvernören major von Rajalin, adjunkten löjtnant von Rosenstein, kolonins läkare provinsial medicus Samuel Fahlberg, kolonins präst magister Sven Thunborg, en rad kolonialtjänstemän samt cirka 50 soldater ur Garnisonsregementet i Göteborg. Fartyget anlöpte engelska Portsmouth i december och fortsatte mot S:t Barthélemy i januari 1785. Färden gick därefter via Martinique, Guadeloupe och Sint Eustatius och fartyget anlände till S:t Barthélemy den 6 mars 1785.
Öns befolkning uppgick då till cirka 750 personer varav 281 var slavar. Huvudspråket på landsbygden var franska och man använde engelska i huvudorten där cirka 500 personer bodde.

### 1785–1811

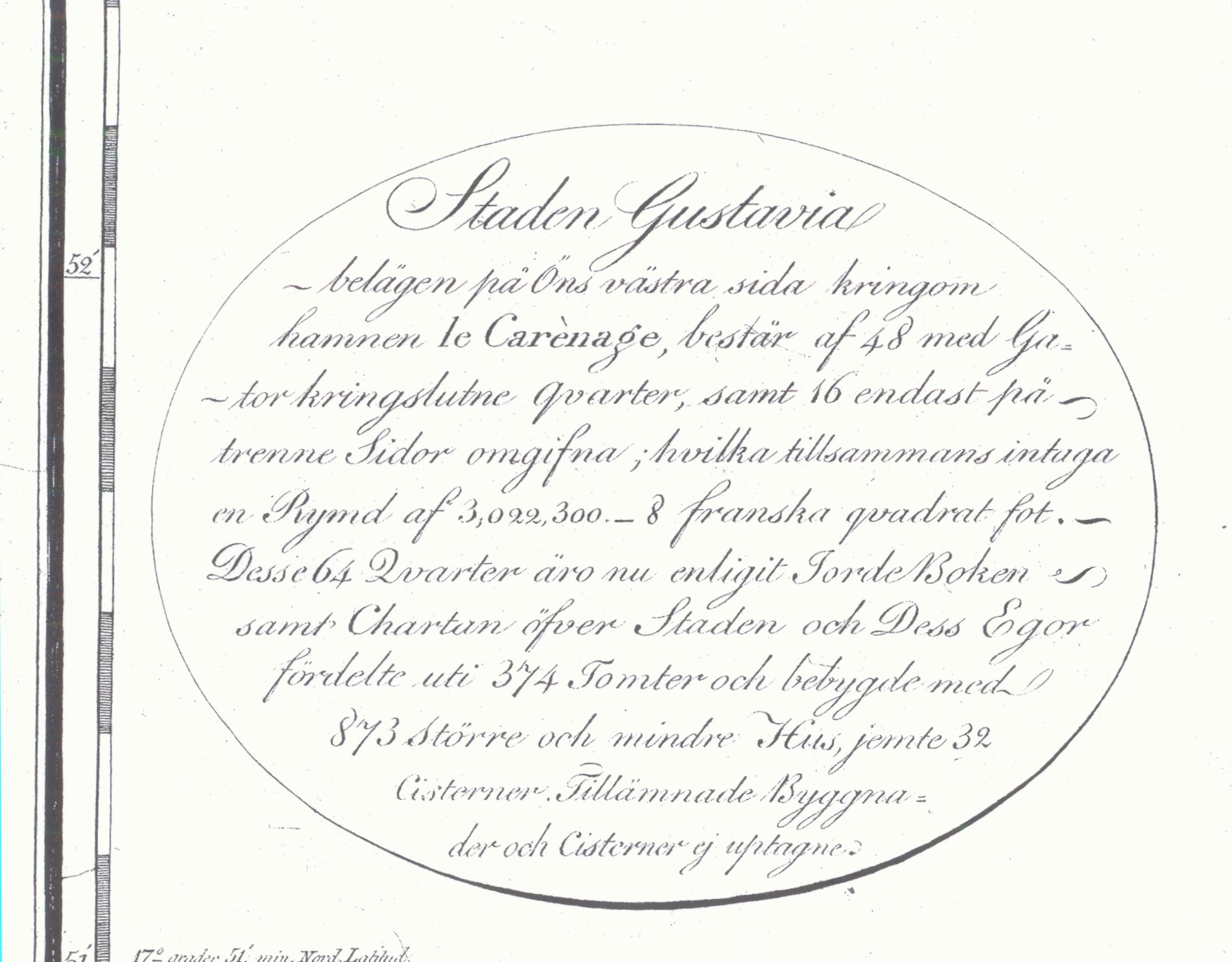
Beskrivning av Gustavia.

Drottninggatan, Gustavia 1870. Akvarell signerad A. M. (Anton Molander)

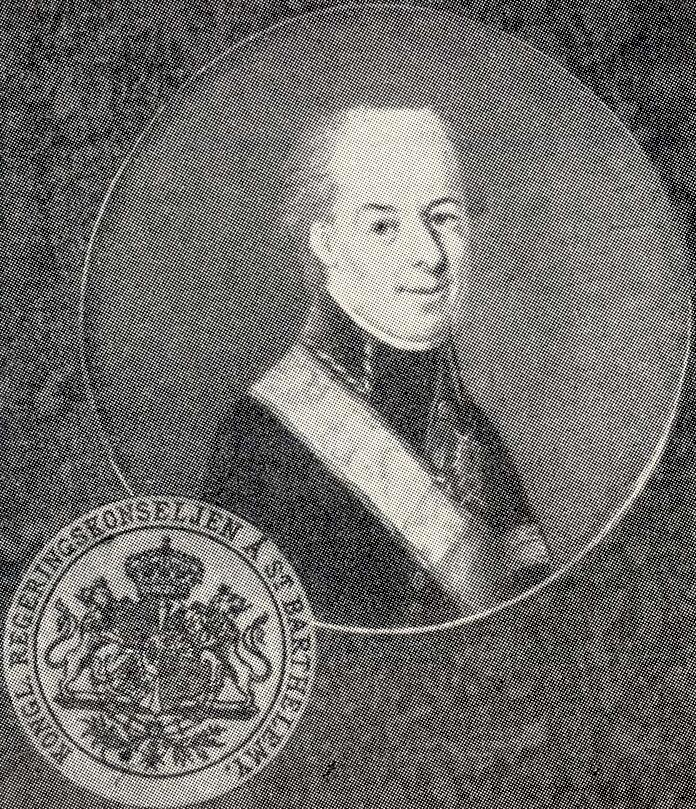
Guvernören von Rajalin och kolonins officiella stämpel.

Den 7 mars överlämnade den franske kommendanten Chevalier de Durant styret till von Rajalin. Efter ankomsten började man att anlägga staden Gustavia kring hamnen La Carénage och utveckla infrastrukturen. Franska förblev det dominerande språket på landsbygden och engelska i Gustavia. Svenska talades endast av de högre tjänstemännen och en del affärsmän.
Den 16 april 1785 beslutade von Rajalin att införa viss tullfrihet för besökande fartyg och den 7 september 1785 inrättades S:t Barthélemy som "Porto Franco" (frihamn) genom ett kungligt dekret. Kungörelsen om detta gav upphov till rykten om öns påstått otroliga rikedomar, och i somliga trakter av det fattiga Finland, som på sommaren 1786 hemsöktes av svår missväxt, drömde folk om att utvandra till sagolandet. Regeringen fann det nödvändigt att avstyra emigrationsfebern och gav i det syftet landshövdingarna befallning att klargöra för invånarna i vars och ens län att öns "vida avlägsenhet, kostnaden av en lång och äventyrlig sjöresa, öns trånga omkrets, som ej kan emottaga eller underhålla något större antal invånare, brist både av jord och kreatur, byggningsämnen och vedbrand m. m. ej annat kunna än försätta uti yttersta förlägenhet de jordbrukare, som där skulle vilja söka sitt hemvist och övergiva ett kärt fädernesland".
Slavhandel var tillåten och den 28 augusti 1786 stadgades taxeringen på varor i ett kungligt brev där även en taxeringslista för slavar ingick. Den 12 mars 1790 infördes en ny tulltaxa genom ett kungligt brev som inkluderade en ny taxeringslista för utskeppning av slavar.
1787 invigdes den svenska kyrkan "Sofia Magdalena" på ön med en svensk präst. Kyrkan revs 1857.
Den 30 juni 1787 författade guvernör Pehr Herman von Rosenstein nya lagar (Code Noir-Svarta koden) som skulle styra livet för öns slavar. Regelverket publicerades den 6 juli och genom lagstiftningen delades befolkningen in i tre grupper: Vita, fria kulörta och svarta slavar. Svarta koden byggde på "Code de la Martinique" skriven av Jacques Petit de Viévigne som fastställdes 1767 på grannön.
Jämfört med andra länder var den svenska slavhandeln relativt liten till sin omfattning. Enligt den svenska regeringen förekom cirka 50 svenska slavskeppstransporter mellan 1600- och 1800-talet. I databasen ”Trans-Atlantic Slave Trade Database” finns 1 283 slavar registrerade som anlända till S:t Barthélemy. Av dessa hade 421 transporterats på brittiska fartyg, 536 på danska / baltiska fartyg, 250 på franska fartyg och 76 på amerikanska fartyg. Allt som allt finns endast 10 resor med svenska fartyg registrerade.
Den 31 oktober 1786 inrättades det Svenska Västindiska Kompaniet som samtidigt erhöll handelsrättigheterna på Västindien och Nordamerika och förvaltningsrätt över kolonin. Svenska kronan representerades av en guvernör. Kompaniet ansvarade för underhåll av hamnen och lönerna till kolonialtjänstemännen, inkomster och tullavgifter gick till största del till kompaniet. I slutet av århundradet anlöpte cirka 1330 fartyg Gustavia årligen.
År 1791 inberättade kommendanten till den svenska regeringen att den franska revolutionsyran utbrett sig även till den forna franska kolonin. Från det gamla moderlandet hade en del "patrioter" kommit över och agiterat upp befolkningen till ohörsamhet. Och då den svenska garnisonen bestod av endast 23 man, varav de flesta var gamla och sjukliga, begärde kommendanten förstärkning.
Åren 1789–1793 vistades den svenske officeren Robert Montgomery i exil på ön, sedan han landsförvisats som straff för sin inblandning i Anjalaförbundets sammansvärjning mot kung Gustav III.
Mot 1700-talets slut led sjöfarten på S:t Barthélemy mycket avbräck genom Storbritanniens och Frankrikes kaperier.
Det klagades över att "trätor och slagsmål ofta förekomma". I synnerhet hade rashatet mellan vita och färgade lätt för att flamma upp. Det behövdes bara att en vit och en färgad hade något otalt med varandra för att det skulle bli folksamling och till sist allmänt slagsmål. De som skulle hålla ordning på de bråkiga elementen, de svenska ämbetsmännen, intrigerade samtidigt mot varandra och förbittrade tillvaron med rangstrider och liknande.
I början på 1800-talet uppgick befolkningen till cirka 6 000 personer varav cirka 5 000 bodde i Gustavia, där 3-4% av befolkningen var av svenskt ursprung. Kolonins svenske läkare Samuel Fahlberg arbetade även som lantmätare och år 1800 ritade han en karta över ön.
Mellan den 19 mars 1801 och den 10 juli 1802 ockuperades ön av Storbritannien.
Den 2 april 1804 utkom lokaltidningen "The Report of St. Bartholomew" med sitt första nummer, tidningen utkom med 368 nummer fram till den 28 oktober 1819. Den 28 maj 1804 infördes en förnyad tulltaxa.
Den 15 oktober 1805 infördes ett nytt reglemente och förvaltningen övergick från 1806 helt till guvernören. Inkomster och tullavgifter gick direkt till Sverige.
När Storbritannien erövrade grannöarna Martinique och Guadeloupe 1809 beslöt guvernör Anckarheim att upprätta en lokal milisstyrka utöver garnisonen under befäl av Bagge för att öka försvarsstyrkan. Oroligheter uppstod mellan franska flyktingar och milisstyrkorna och garnisonen och ön delades i en engelskvänlig och en franskvänlig del. Anckarheim beslöt då att upplösa stadskompanierna under befäl av Anders Bergstedt. Följden blev ökade oroligheter som kulminerade i ett regelrätt upplopp den 23 september. Bergstedt avsattes och både han och Fahlberg förvisades från ön.
Den 25 september 1811 överfördes förvaltningen till en konselj bestående av guvernören och ytterligare 6 ledamöter (senare minskad till 5). Samtidigt infördes en modell av folkrepresentation genom en församling som sammanträdde vart tredje år.

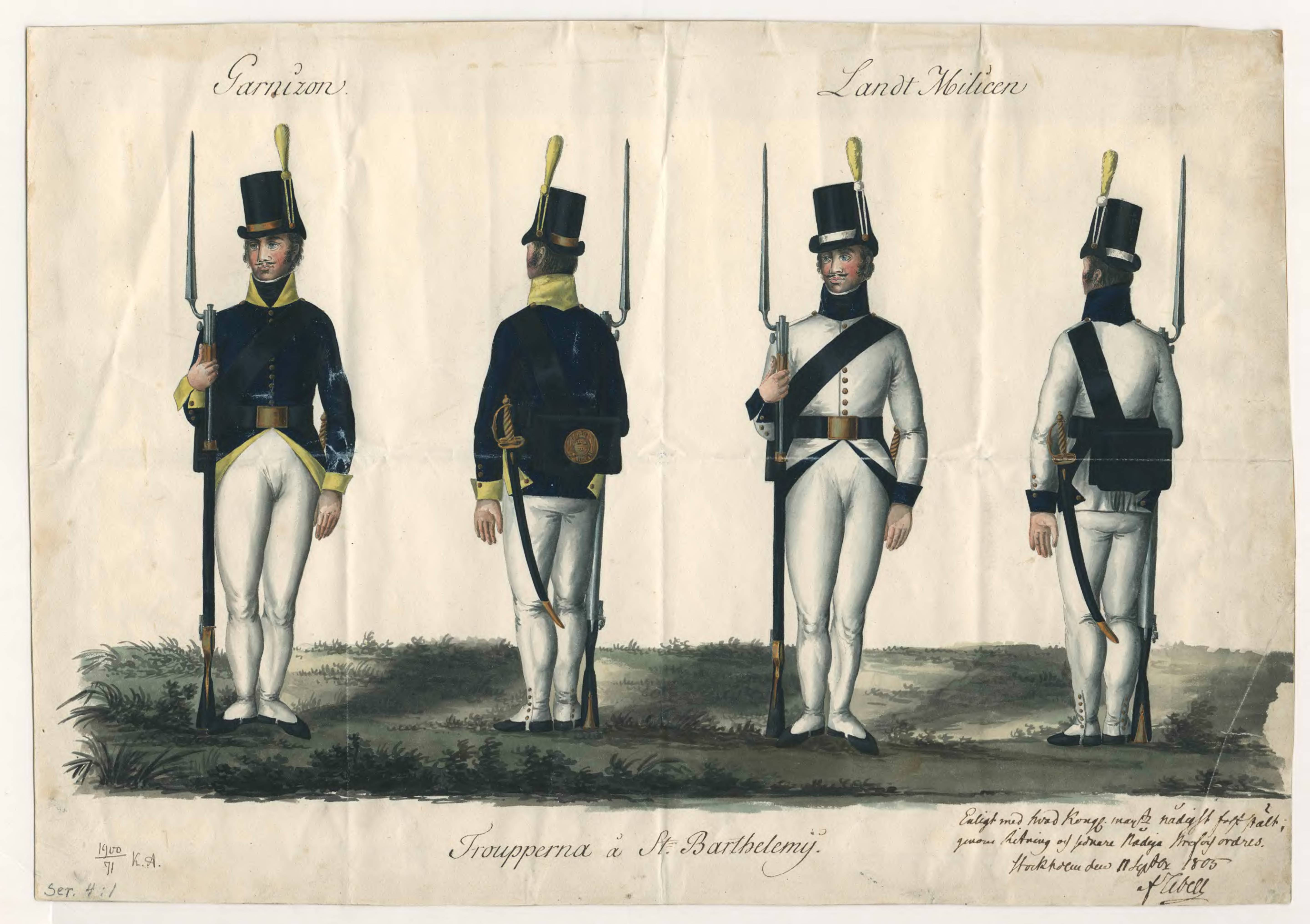
Förslag på uniformer för de svenska trupperna på Sankt Barthélemy.

Under de första decennierna efter det svenska övertagandet blomstrade handeln under stormaktskonflikterna i samband med Franska revolutionen och 1812 års krig mellan Storbritannien och USA. Under detta krig gick 20 % av USA:s totala export via S:t Barthélemy.

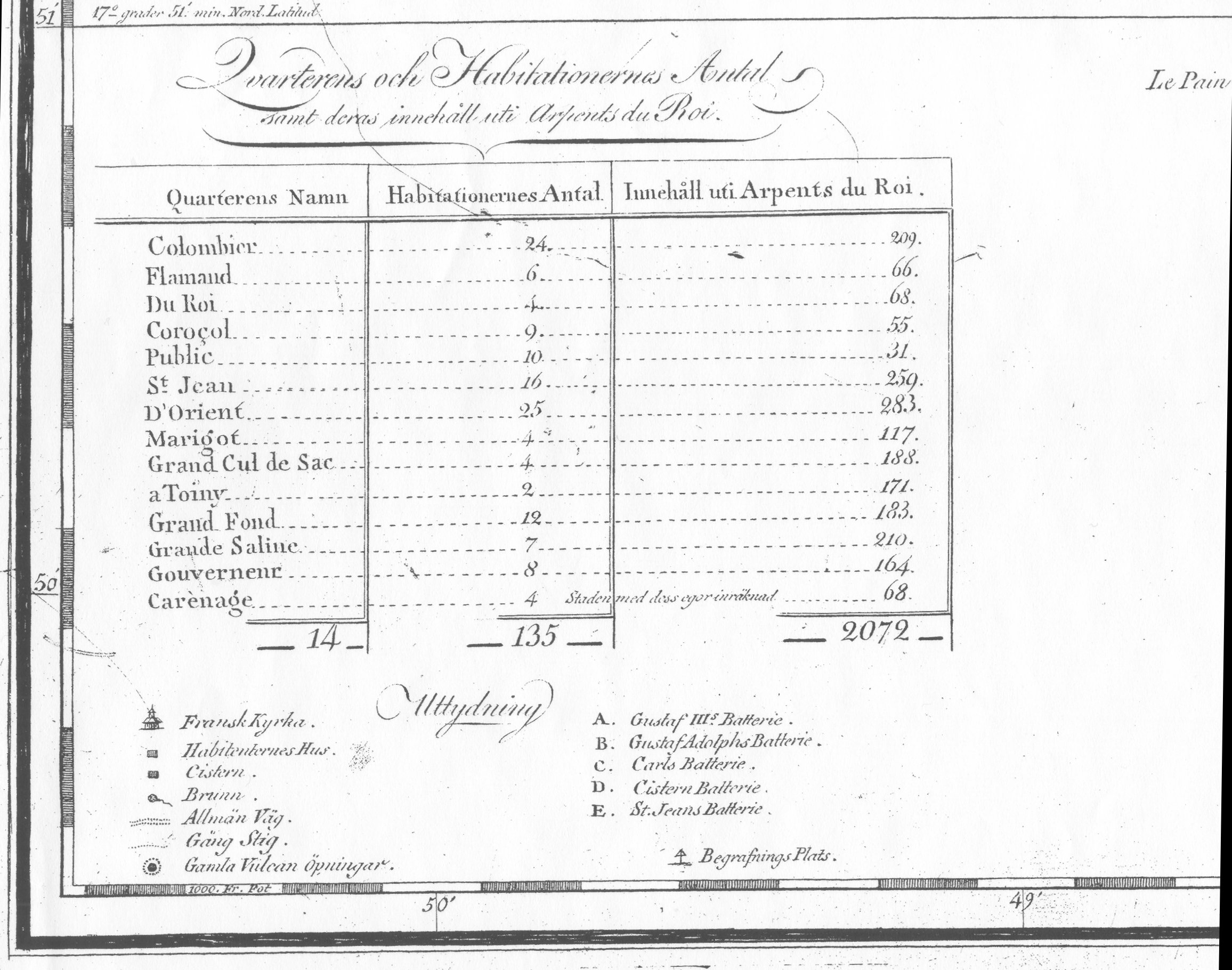
Lista över folkmängden 1801.

### 1812–1844
1812 beslöt svenska riksdagen att överföra kolonin direkt till kungen, nu Karl XIII, som privat egendom och ett kolonialdepartement inrättades i kungens kansli. Inkomster och tullavgifter gick nu direkt till kungens S:t Barthélemyfond.
Under denna tid blomstrade S:t Barthélemy ekonomiskt, mellan 1812 och 1816 uppgick intäkterna till cirka 1,9 miljoner kronor och mellan 1817 och 1830 till cirka 1,8 miljoner kronor vilket medförde ett överskott på cirka 2,2 miljoner kronor totalt.
Efter 1830 minskade sedan intäkterna i och med att Gustavia förlorade sin betydelse som neutral frihamn och kolonin krävde nu allt större årliga bidrag från Sverige. Under perioden då kolonin var kungens enskilda egendom betalades bidragen direkt av denne.
I september 1819 drabbades S:t Barthélemy av en våldsam orkan som bland annat förstörde 56 hus i Gustavia. 1821 och 1837 drabbades ön ånyo av förödande orkaner.
1840 utbröt en svår feberepidemi på ön som kostade 300 invånare livet. Befolkningen sjönk till cirka 2 500 personer.
Med undervisningen var det i allmänhet klent beställt på S:t Barthélemy. Tidtals fanns det dock flera skolor på ön. År 1831 öppnade den svenske prästen en pojkskola, bestående av två klasser, och senare även en flickskola. Det fanns också en metodistskola, men enligt prästens omdöme saknade dess pedagoger både kunskap och dygd. Han kallade dem för "torggummor". År 1866 ingrep den svenska regeringen och lämnade ett årligt anslag av 400 riksdaler specie till folkundervisningens befrämjande på ön. Religionsundervisning skulle inte förekomma, då man ville locka barn av olika bekännelser till skolan.

### 1844–1878

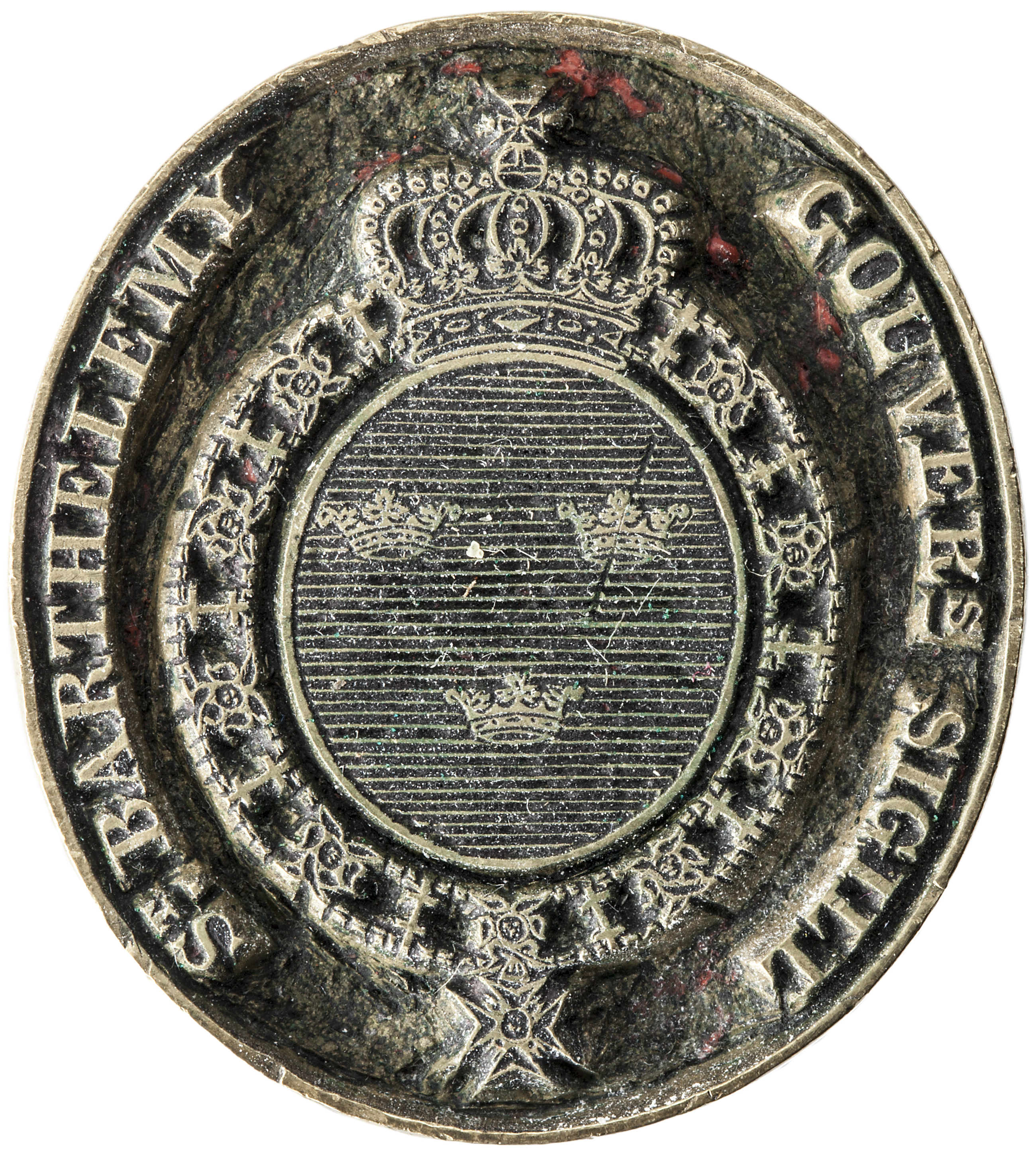
Stämpel för guvernör över den svenska kolonin S-t Barthélemy, Västindien, 1784-1877.

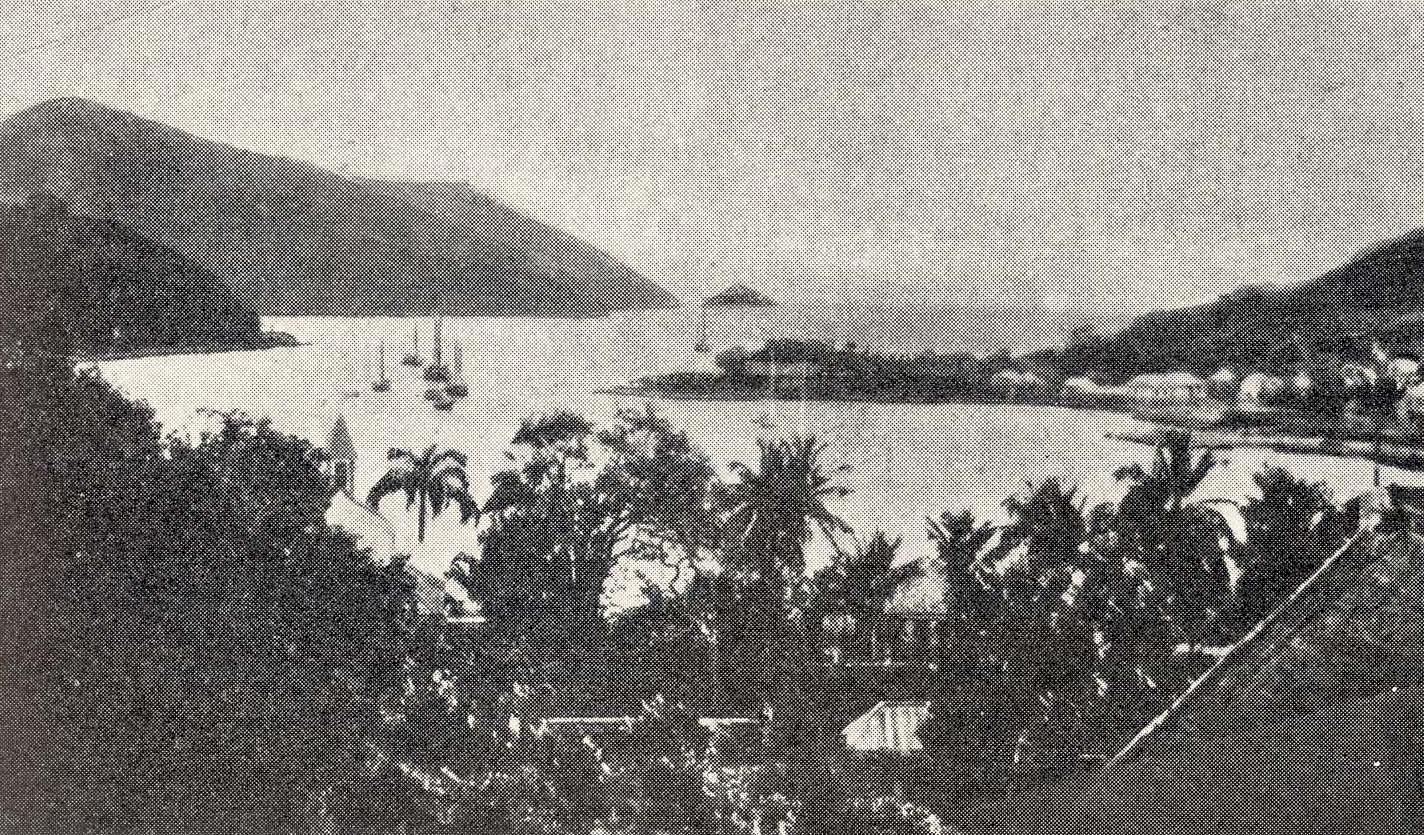
Foto cirka 1865.

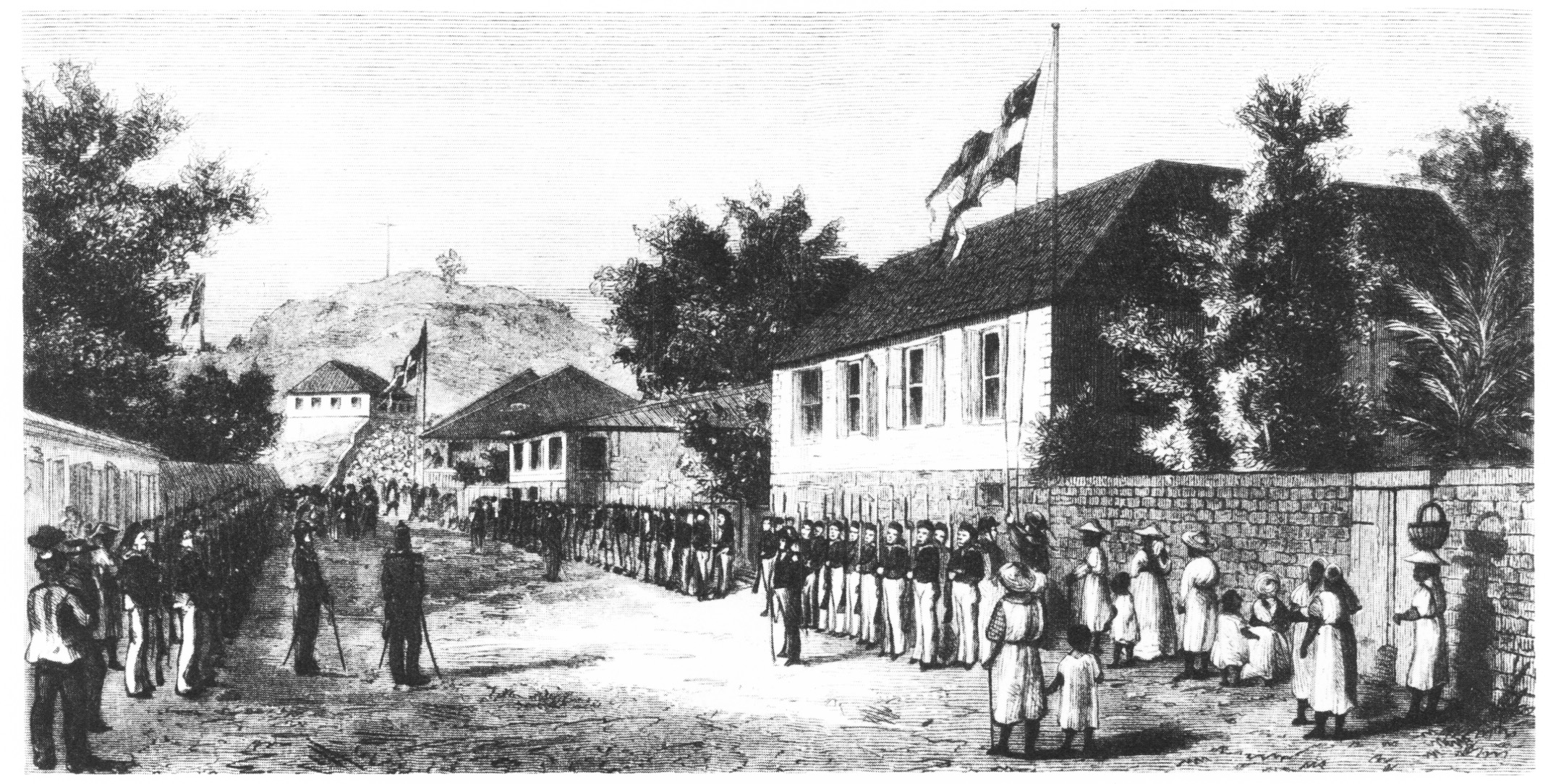
Ceremoni då ön återlämnades till Frankrike 1878.

1844–1845 års svenska riksdag beslutade att återföra S:t Barthélemy direkt under rikets förvaltning och bidragen betalades nu av Sverige.
I början på 1790-talet startade motståndet mot slaveriet bland annat i England och även i början på 1800-talet i Sverige. 1813 förbjöds all slavhandel i Sveriges territorier. Trots detta var mellan en tredjedel och halva befolkningen S:t Barthélemy registrerade slavar, och att Sverige hade så få kolonier beror troligen på att landet inte lyckades förhandla till sig fler kolonier.
Vid Sveriges riksdag 1844–1845 beslutades att slavarna på S:t Barthélemy skulle friköpas. En särskild kommitté inrättades och öns 523 slavar friköptes för sammanlagt 119 765 riksdaler. Den 9 oktober 1847 förklarade Sverige under Oscar I slaveriet som olagligt.
1850 drabbades S:t Barthélemy av en svår torka.
Efter Napoleonkrigens slut började en nedgång i handeln med Nordamerika, frihetskampen i de spanska och portugisiska områdena i Syd- och Latinamerika påverkade i sin tur handeln med Sydamerika.
Åren 1867 och 1876 härjades ön återigen av svåra orkaner.
1863 uppgick befolkningen till cirka 2800 personer och vid den sista folkräkningen i slutet på 1875 till cirka 2300 varav cirka 800 bodde i Gustavia. Samma år anlöpte endast 399 fartyg ön varav 227 från England och 132 från Sverige.
I stället för att lämna överskott till svenska kronan hade kolonin sedan början av 1830-talet medfört årliga förluster och handeln var i avtynande. Ett försök av guvernören att odla vindruvor från Madeira misslyckades. Torkan var för långvarig för att de späda plantorna skulle kunna härda ut i den tunna jordskorpan. Däremot gick det bra att i den torra och sandiga jordmånen odla jams, en rotfrukt som i Västindien brukades i stor utsträckning i stället för potatis. Även ananasplantan trivdes bra, och ananas blev en tid öns främsta exportvara.
Redan år 1818 hade kungen föreslagit svenska riksdagen att S:t Barthélemy borde säljas, om det kunde ske på någorlunda förmånliga villkor, och riksdagen gav sitt bifall till detta. Det önskade tillfället att göra affären lät dock länge vänta på sig. Mot slutet av 1860-talet fördes underhandlingar både med USA och med Italien men utan resultat.
De ökade kostnaderna för kolonins förvaltning föranledde svenska regeringen att inleda förhandlingar med Frankrike om ett återköp av ön. Den 10 augusti 1877 undertecknades överlåtelseavtalet i Paris vilket sedan ratificerades i Stockholm den 9 november 1877 och i Paris den 4 mars 1878. Köpesumman blev 80 000 franc för de svenska tillgångarna och 320 000 franc för omkostnader för de svenska tjänstemännen (hemresa, pension, mm).
Utifrån köpeavtalet hölls även en lokal folkomröstning i augusti 1877 där majoriteten (351 för, 1 emot) röstade för en återförening.
Den 16 mars 1878 överlämnades S:t Barthélemy officiellt åter till Frankrike. Den franske guvernören på Guadeloupe anlände denna dag till ön med en fransk eskader.

## Eftermäle

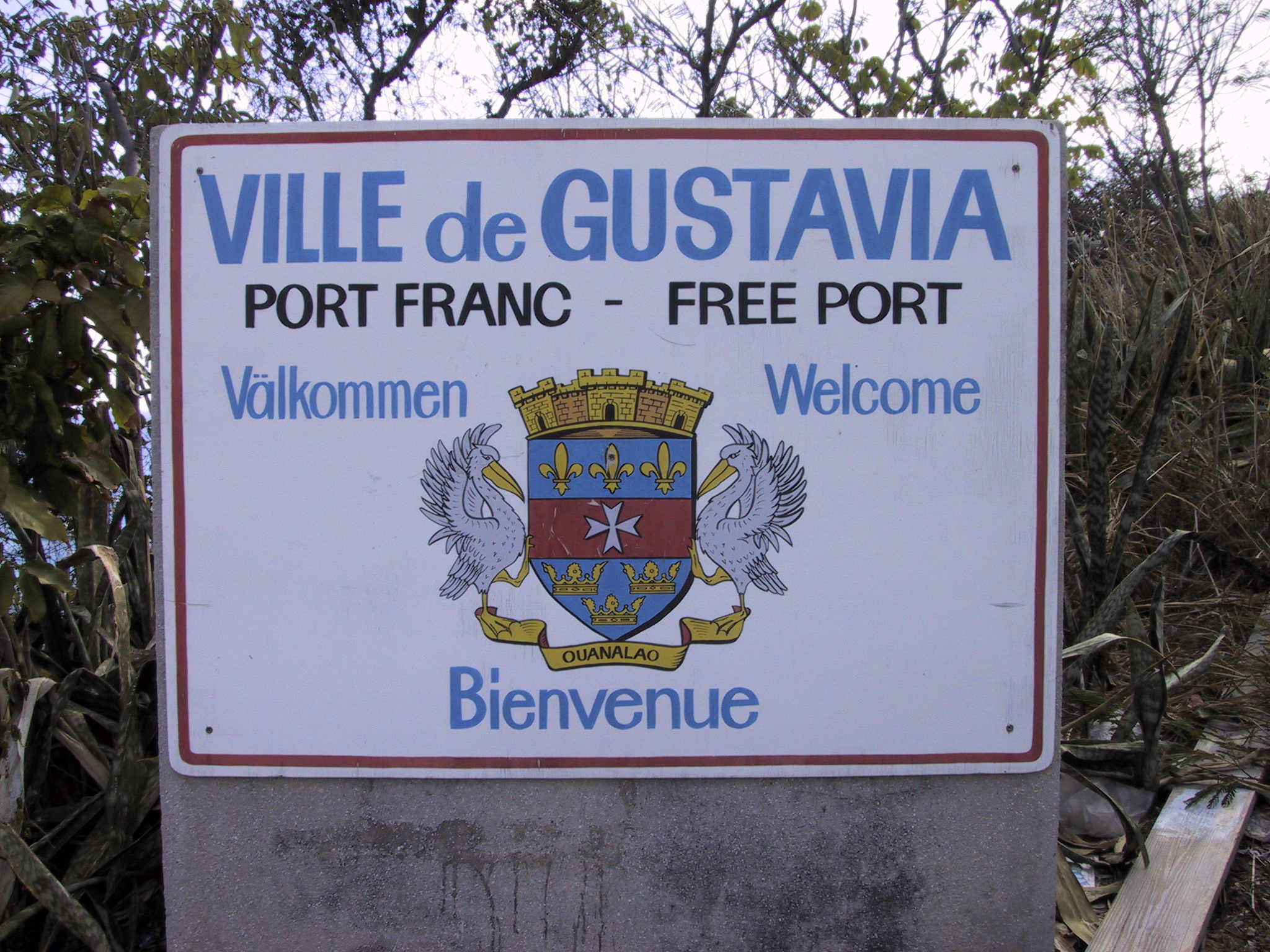
Gatuskylt i Gustavia.

Det svenska arvet kvarstår på S:t Barthélemy bland annat genom vapnet som bär Tre kronor, namn på orter och gator, frihamnsrättigheter samt skattefriheten. Under den svenska perioden fanns det ett antal svenska släkter som var bosatta i kolonin under flera generationer, och vissa stannade även kvar efter Frankrikes övertagande. Nämnas kan bland annat adelssläkterna Netherwood och Ridderhierta, som båda verkade i Gustavia i 3 generationer och fanns kvar till början av 1900-talet. Släkten Milander levde och verkade på ön i fem generationer, eller i mer än 130 år. Den första Milander på ön var Per Fredrik Milander som dog där 1827. Hans sondotter, sömmerskan Selma Justina Milander, död 1939, räknas som den sista svenskan på ön. Hennes systers sonson Charles Milander f. 1900 på S:t Barthelemy emigrerade som ung och dog 1987 på Dominikanska Republiken där släkten fortlever. 
När prins Wilhelm under sin expedition till Centralamerika år 1920 gjorde ett besök på S:t Barthélemy såg man gamla svarta invånare från svensktiden gråta av rörelse av att se den blågula flaggan och höra det svenska språket. Deras eget svenska ordförråd inskränkte sig dock efter 42 års skilsmässa till några enstaka uttryck såsom "jag svensk", "god dag", "bra".
I september 1964 grundades Svenska S:t Barthélemysällskapet vid ett möte på Sjöhistoriska museet i Stockholm, sällskapet fick sedan sina stadgar den 16 november. Under 1966 och 1967 satte sällskapet upp en rad svenska gatuskyltar i Gustavia.
Den 22 december 1977 beslutade kommunfullmäktige i Piteå att bli vänort med S:t Barthélemy, samma beslut fattades av konseljen på S:t Barth redan tidigare samma år.
1978 högtidlighölls 100-årsminnet av ”La Rétrocession” (återföreningen) med Frankrike och 1984 högtidlighölls 200-årsminnet av det svenska övertagandet.
1988 utgavs 2 jubileumsmynt ”Sanct Barthélemy Sverige 1784–1878” i nickel med valörerna 50 riksdaler/franc och 500 riksdaler/franc.
Över 300 nummer av tidningen "The Report of St. Bartholomew" finns arkiverade på Kungliga biblioteket i Stockholm.

## Guvernörer

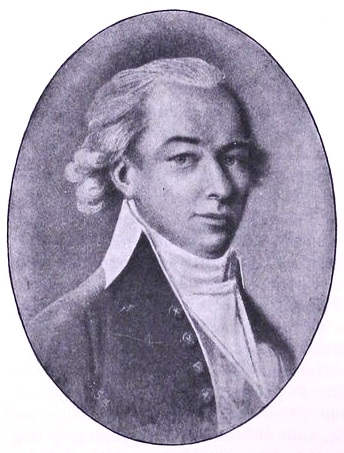
Kolonins förste guvernör Salomon von Rajalin.

Under den svenska perioden förvaltades ön av 15 förvaltare kallad guvernör eller kommendant.
- Salomon Maurits von Rajalin, mars 1785–mars 1787
- Pehr Herman von Rosenstein, april 1787–juni 1790
- Carl Fredrik Bagge af Söderby, juni 1790–november 1795
- Georg Henrik Johan af Trolle, november 1795–januari 1801
- Hans Henrik Anckarheim, januari 1801–februari 1812
- Berndt Robert Gustaf Stackelberg, februari 1812–oktober 1816
- Johan Samuel Rosensvärd, oktober 1816–september 1818
- Carl Fredrik Berghult, tf guvernör september 1818–augusti 1819
- Johan Norderling, augusti 1819–2 maj 1826
- James Haarlef Haasum och Lars G Morsing, maj 1826–oktober 1833
- James Haarlef Haasum, oktober 1833–augusti 1858
- Fredrik Carl Ulrich, augusti 1858–augusti 1868, även tf guvernör juli 1841–nov 1842, juli 1844–nov 1845, maj 1853–okt 1854
- Georg Wilhelm Netherwood, tf guvernör augusti 1868–december 1868
- Bror Ludvig Ulrich, december 1868–16 mars 1878